# Norbert Verougstraete
Norbert Verougstraete (ur. 16 grudnia 1934 w Kortrijk, zm. 17 lutego 2016) – belgijski kolarz szosowy, srebrny medalista szosowych mistrzostw świata.

## Kariera
Największy sukces w karierze Norbert Verougstraete osiągnął w 1956 roku, kiedy zdobył brązowy medal w wyścigu ze startu wspólnego amatorów podczas szosowych mistrzostw świata w Kopenhadze. W zawodach tych wyprzedził go jedynie Holender Frans Mahn, a trzecie miejsce zajął kolejny reprezentant Holandii Jan Buis. Był to jednak jedyny medal wywalczony przez Verougstraete na międzynarodowej imprezie tej rangi. Ponadto wygrał między innymi Bruksela-Liège w 1957 roku, w 1954 roku był drugi w Manx International, a w 1957 roku zajął trzecie miejsce we francuskim Tour du Sud-Est. W 1956 roku wystąpił na igrzyskach olimpijskich w Melbourne, gdzie był siódmy w wyścigu drużynowym, a indywidualnie zajął 23. miejsce. Nigdy nie podpisał zawodowego kontraktu.